# VIZJA-universiteit

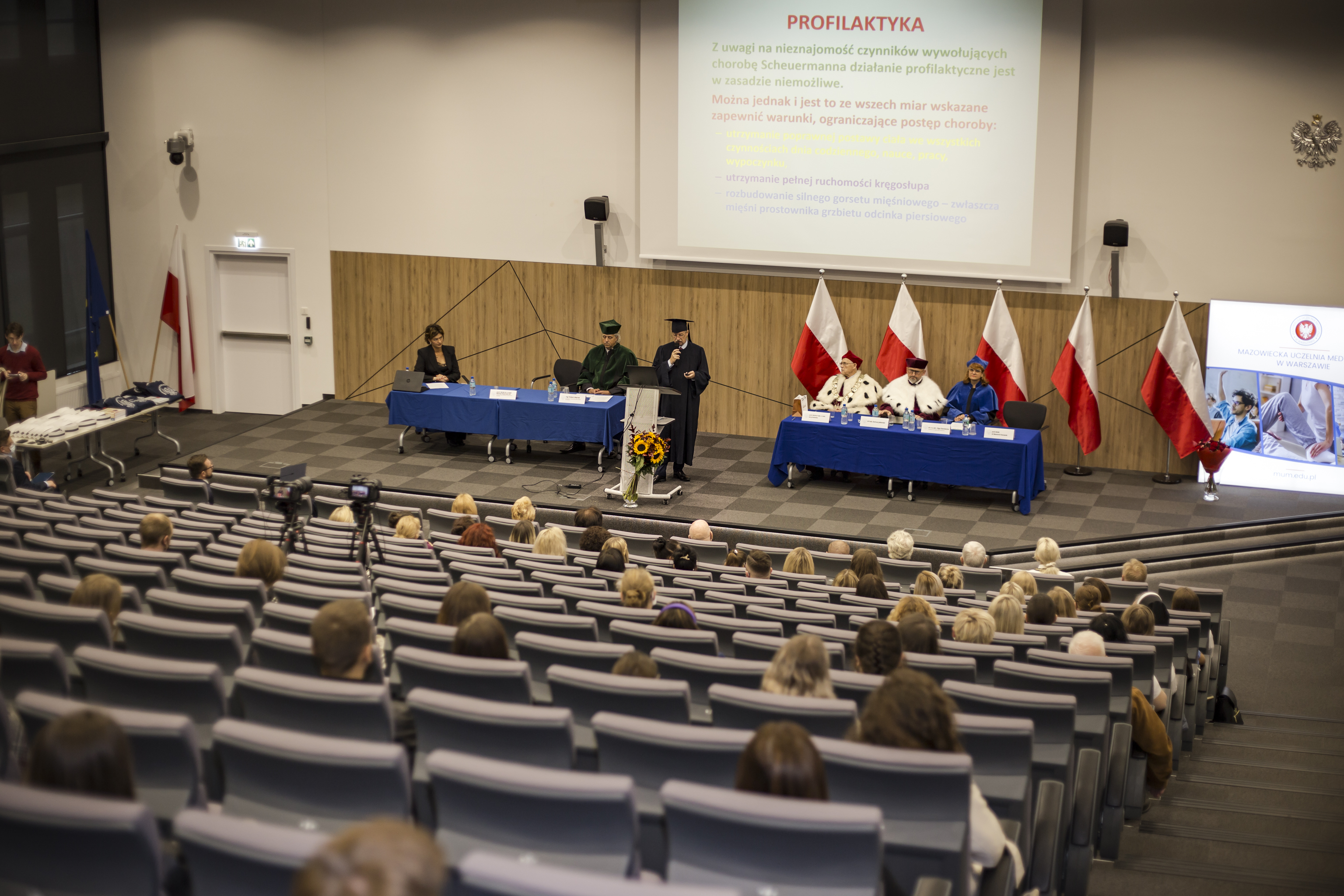
Binnenaanzicht van het grote auditorium

De VIZJA-universiteit (Pools: Uniwersytet VIZJA, UV), tot mei 2025 de Universiteit van Economische en Humane Wetenschappen in Warschau (Akademia Ekonomiczno-Humanistyczna w Warszawie, AEH), is een privé-universiteit in de Poolse hoofdstad Warschau. De universiteit is gespecialiseerd in de gebieden van financiën en management, sociale wetenschappen en menswetenschappen, maar biedt ook studies aan in medische wetenschappen en de kunsten. De universiteit staat bekend om haar opleidingen in de psychologie, aanbevolen door de Poolse Academie van Wetenschappen.

## Geschiedenis
De Universiteit van Economische en Humane Wetenschappen werd in 2001 opgericht als de Universiteit van Financiën en Management in Warschau (Pools: Wyższa Szkoła Finansów i Zarządzania w Warszawie (WSFiZ); Engels: University of Finance and Management in Warsaw).
In september 2018 ontving de universiteit een hogere academische status van de Poolse Accreditatiecommissie (Polska Komisja Akredytacyjna), waarna het haar naam veranderde. Internationaal noemde de universiteit haarzelf de University of Economics and Human Sciences in Warsaw (UEHS). In oktober 2019 nam het de Universiteit van Informatietechnologie in Warschau (Wyższa Szkoła Technologii Informatycznych w Warszawie) over, die sinds 2004 bestond en in 2009 universitaire status ontving. In 2025 veranderde de universiteit weer van naam, toen het de hoogste universiteitsstatus van Polen kreeg.
De universiteit heeft ook een PhD-school die sinds januari 2010 de bevoegdheid heeft om doctoraatstitels in psychologie te verlenen. Eind 2017 kreeg VIZJA de bevoegdheid om doctoraatstitels in rechtswetenschappen te verlenen, en sinds 2022 in economie en financiën, en politieke wetenschappen en bestuurskunde.

## Campus
De hoofdfaciliteiten van VIZJA bevinden zich op de campus 'Vizja Park', een onderwijscomplex dat operationeel is sinds september 2019 en gelegen is in het district Wola van Warschau. Vizja Park is meer dan 30.000 vierkante meter groot en wordt gedeeld met een basisschool en kleuterschool. Vóór 2019 deelde VIZJA haar faciliteiten met de Universiteit van Informatietechnologie aan de Pawiastraat 55, niet ver van de huidige locatie.
De campus heeft 118 klaslokalen, acht computerzalen, een hoofdauditorium met 463 zitplaatsen en vier andere auditoria. De universiteit heeft ook accommodatie, een sporthal, een sportschool en een balletstudio op de campus. De gespecialiseerde bibliotheek heeft meer dan 40.000 boeken en 300 tijdschriftseries. Er zijn twee studiezalen en 70 werkstations. De universiteit heeft ook een psychologisch testlaboratorium met meer dan 170 wetenschappelijke hulpmiddelen.
VIZJA heeft ook een vestiging in Sochaczew, die ook een bibliotheek heeft.

## Onderwijs
De universiteit heeft zes faculteiten:
- School of Business
- School of Social Sciences
- School of Human Sciences
- School of Medical & Health Sciences
- School of Humanities & Fine Arts
- School of Computer Science & Technologies

VIZJA biedt bachelor- en masterdiploma's (inclusief MBAs) aan in het Pools en Engels in 27 verschillende studierichtingen. Ook biedt het doctoraatstitels aan in vier richtingen. Het is de eerste en enige privé-universiteit in Polen die de studie medicijnen aanbiedt, en is uniek in Polen met haar studies in duurzame mode, social media en psychotherapie. De universiteit biedt ook dubbele studieprogramma's, internationale programma's en uitwisselingen, zomerscholen, vakantiecursussen en online studies aan.

## Reputatie
VIZJA was de populairste privé-universiteit van Polen in het academische jaar van 2024–2025. In de Webometrics Ranking 2023 werd het als 3e geplaatst onder Poolse privé-universiteiten. In 2018 stond de universiteit op de 1e plaats voor 'best opgeleid academisch personeel' in Polen volgens de Perspektywy Ranking. Het behaalde ook de 1e plaats in 'internationalisering' voor alle Poolse universiteiten. In 2023 werd het gerangschikt als 5e in 'publicaties' onder alle Poolse universiteiten door Perspektywy, met een 2e plaats voor 'h-index en citaties' in de AD Scientific Index 2024.
De universiteit gerangschikt als 64e door QS World University Rankings 2025 voor universiteiten in Oost-Europa en in de top 5 voor 'internationalisering' in Europa. Het is opgenomen in de Times Higher Education Impact Rankings 2023, en staat internationaal op plaats 301–400 voor het verminderen van ongelijkheden.
Onder privé-universiteiten werden studies bestuurskunde landelijk op de eerste plek geplaatst door Perspektywy, met psychologie en financiën op de tweede, management op de derde en Rechten op de vierde plaats.